# فهرست شرکت‌های چندملیتی
در زیر فهرستی از شناخته‌شده‌ترین و بزرگترین شرکت چندملیتی درج شده است.
- ای‌بی‌ان آمرو
- اکسنچر
- آکور
- اکتیویژن بلیزارد
- ای‌ام‌دی
- ایرباس
- ایر فرانس-کی‌ال‌ام
- آکزونوبل
- آلکاتل-لوسنت
- آلیانتس
- آلستوم
- آلتریا
- گروه بین‌المللی آمریکایی
- آسیا پینتس
- جنرالی
- آتاری
- آکسا
- باکاردی
- سانتاندر گروپ
- بانک مونترآل
- بریک گولد
- ب آ اس اف
- بسکین-رابینز
- بایر آگ
- بانکو بیلبائو ویسکایا آرخنتاریا
- شرکت بیک
- بلک اند دکر
- ب‌ام‌و
- بی‌ان‌پی پاریبا
- بوئینگ
- بمباردیه
- بوویگ
- بریجستون
- بی‌پی
- کانن
- کپیتال وان
- کاترپیلار
- شورون
- سیسکو سیستمز
- سیتی‌گروپ
- کوگنیزانت
- کونوکو فیلیپس
- شرکت کوکاکولا
- کاستکو
- کردیت سوئیس
- کردی اگریکول
- کامینز
- دایکین
- دایملر آ گ
- دانون
- دل (شرکت)
- دیلویت
- دلتا ایرلاینز
- دویچه بانک
- دویچه تلکوم
- دی‌اچ‌ال
- شرکت داو کمیکال
- دانکن دوناتس
- الکتریسیته دو فرانس
- الکترونیک آرتس
- اچ‌پی انترپرایس سرویسز
- الکترولوکس
- امرسون الکتریک
- انی (شرکت)
- انل
- امبرائر
- سیکو اپسون
- اریکسون
- ارنست اند یانگ
- شرکت مخابرات امارات متحده عربی
- اکسان‌موبیل
- فابر-کاستل
- فیس‌بوک
- فدکس اکسپرس
- فرانس تلکوم
- فیات کرایسلر اتومبیلز
- فین‌مکانیکا
- فورد
- فوجیتسو
- گازپروم
- جنرال الکتریک
- جنرال موتورز
- جنرالی
- گرداو
- ژیلت
- گلاکسواسمیت‌کلاین
- گودیر تایر
- گوگل
- هالیبرتون
- هرست کورپوریشن
- اچ‌پی
- هیلتی
- هیتاچی
- هوندا
- هانی‌ول
- اچ‌اس‌بی‌سی
- هواوی
- هاچیسون وامپو
- هیوندای موتور
- آی‌بی‌ام
- آی‌سی‌آی‌سی‌آی بانک
- آیکیا
- ایندزیت
- اینفوسیس
- گروه آی‌ان‌جی
- اینتل
- اینتسا سانپائولو
- ایسوزو
- جاردین ماتسون
- جانسون و جانسون
- جی‌پی مورگان چیس
- کنیا ایرویز
- کنور
- کوماتسو
- کونامی
- کی‌پی‌ام‌جی
- لاگاردر
- لنوو
- لکسمارک
- ال‌جی گروپ
- ال‌جی الکترونیکس
- لاکهید مارتین
- لورئال
- لوک اویل
- لوکساتیکا
- مارس اینکورپوریتد
- متل (شرکت)
- مک‌دونالدز
- مرسدس آام‌گ
- مرسدس بنز
- میشلن
- مایکروسافت
- میتسوبیشی الکتریک
- موبیل
- موتورولا
- مونسانتو
- نامکو باندای گیمز
- نستله
- نیوز کورپوریشن
- نایکی
- نینتندو
- نیسان
- نوارتیس
- شرکت اوراکل
- پاناسونیک
- پارمالات
- پپسی‌کو
- پتروناس
- پتروویتنام
- فایزر
- فیلیپس
- پروکتر اند گمبل
- پروتون هولدینگ
- پژو سیتروئن
- آزمایشگاه رانباکسی
- ردبول
- رنو
- رپسول
- ریکو
- روبرت بوش (شرکت)
- رویال داچ شل
- رویال بانک کانادا
- روسال
- سبمیلر
- سامسونگ الکترونیکس
- سان دیسک
- سانوفی
- اس آ پ
- ساس گروپ
- ساسول
- شلومبرجر
- سیرز
- اسکوشیابانک
- زیمنس
- اشنایدر الکتریک
- سوسیته ژنرال
- سونی
- سرگرمی کامپیوتری سونی
- سونی میوزیک
- سونی پیکچرز
- ساوت‌وست ایرلاینز
- اسکوئر انیکس
- استارباکس
- تاتا موتورز
- خدمات مشاوره تاتا
- تلفونیکا
- تسکو
- تامسون رویترز
- توشیبا
- توتال
- تویوتا
- یونی‌کردیت
- یونیلیور
- یونی‌سیس
- یونایتد ایرلاینز
- وودافون
- وال‌مارت
- ویرلپول
- ویپرو